# Wilkowa (województwo dolnośląskie)
Wilkowa (niem. Wilkawe) – wieś w Polsce położona w województwie dolnośląskim, w powiecie trzebnickim, w gminie Prusice.

## Podział administracyjny
W latach 1975–1998 miejscowość należała administracyjnie do województwa wrocławskiego.

## Nazwa
Według Heinricha Adamy'ego nazwa miejscowości wywodzi się od polskiej nazwy drapieżnika wilka. W swoim dziele o nazwach miejscowości na Śląsku wydanym w 1888 roku we Wrocławiu wymienia on najwcześniejszą nazwę wsi jako Wilków podając jej znaczenie "Wolfsdorf" czyli po polsku "Wieś wilków". Nazwa wsi została później fonetycznie zgermanizowana na Wilkawe i utraciła swoje pierwotne znaczenie.

## Zabytki
- Pałac w Wilkowej[5]